# Limnonectes
Limnonectes és un gènere de granotes de la família Ranidae.

## Taxonomia
- Limnonectes acanthi (Taylor, 1923).
- Limnonectes arathooni (Smith, 1927).
- Limnonectes asperatus (Inger, Boeadi & Taufik, 1996).
- Limnonectes bannaensis (Ye i cols., 2007).
- Limnonectes blythii (Boulenger, 1920).
- Limnonectes dabanus (Smith, 1922).
- Limnonectes dammermani (Mertens, 1929).
- Limnonectes diuatus (Brown & Alcala, 1977).
- Limnonectes doriae (Boulenger, 1887).
- Limnonectes finchi (Inger, 1966).
- Limnonectes fragilis (Liu et Hu In Liu, Hu, Fei & Huang, 1973).
- Limnonectes fujianensis (Ye & Fei, 1994).
- Limnonectes grunniens (Latreille In Sonnini de Manoncourt et Latreille, 1801).
- Limnonectes gyldenstolpei (Andersson, 1916).
- Limnonectes hascheanus (Stoliczka, 1870).
- Limnonectes heinrichi (Ahl, 1933).
- Limnonectes ibanorum (Inger, 1964).
- Limnonectes ingeri (Kiew, 1978).
- Limnonectes kadarsani (Iskandar, Boeadi & Sancoyo, 1996).
- Limnonectes kenepaiensis (Inger, 1966).
- Limnonectes khammonensis (Smith, 1929).
- Limnonectes khasianus (Anderson, 1871).
- Limnonectes kohchangae (Smith, 1922).
- Limnonectes kuhlii (Tschudi, 1838).
- Limnonectes laticeps (Boulenger, 1882).
- Limnonectes leporinus (Andersson, 1923).
- Limnonectes leytensis (Boettger, 1893).
- Limnonectes limborgi (Sclater, 1892).
- Limnonectes macrocephalus (Inger, 1954).
- Limnonectes macrodon (Duméril & Bibron, 1841).
- Limnonectes macrognathus (Boulenger, 1917).
- Limnonectes magnus (Stejneger, 1910).
- Limnonectes malesianus (Kiew, 1984).
- Limnonectes mawlyndipi (Chanda, 1990).
- Limnonectes mawphlangensis (Pillai & Chanda, 1977).
- Limnonectes micrixalus (Taylor, 1923).
- Limnonectes microdiscus (Boettger, 1892).
- Limnonectes microtympanum (Kampen, 1907).
- Limnonectes modestus (Boulenger, 1882).
- Limnonectes namiyei (Stejneger, 1901).
- Limnonectes nitidus (Smedley, 1932).
- Limnonectes palavanensis (Boulenger, 1894).
- Limnonectes paramacrodon (Inger, 1966).
- Limnonectes parvus (Taylor, 1920).
- Limnonectes plicatellus (Stoliczka, 1873).
- Limnonectes rhacoda (Inger, Boeadi & Taufik, 1996).
- Limnonectes shompenorum (Das, 1996).
- Limnonectes timorensis (Smith, 1927).
- Limnonectes toumanoffi (Bourret, 1941).
- Limnonectes tweediei (Smith, 1935).
- Limnonectes visayanus (Inger, 1954).
- Limnonectes woodworthi (Taylor, 1923).